# Langilanholma
Langilanholma är en ö i Finland. Den ligger i sjön Iso-Kisko och i kommunen Salo i den ekonomiska regionen  Salo och landskapet Egentliga Finland, i den södra delen av landet, 80 km väster om huvudstaden Helsingfors. Öns area är 1,1 hektar och dess största längd är 200 meter i öst-västlig riktning.